# KVUE
KVUE（仮想チャンネル24・UHFデジタルチャンネル33）は、アメリカ・テキサス州オースティンに認可されたABC系列のテレビ局。バージニア州マクリーン (バージニア州)に本拠を置くテグナが所有している。スタジオは、オースティン北西部のテキサス州高速道路ループ1のすぐ東にあるステック・アベニュー（Steck Avenue）にあり、送信所は、オースティンのダウンタウンの北西にあるウェスト・オースティン・アンテナ・ファーム（West Austin Antenna Farm）にある。
KVUEは、オースティンに設立された3番目のテレビ局だった。

## 歴史

### 開局前と建設
1961年秋、FCCはオースティンのチャネル24の申請を受け取り始めた。応募者には、同市のKDCD-TV（チャンネル18）を所有するミッドランドの石油会社であるダルトン・ホーマー・コブ（Dalton Homer Cobb、以下「コブ」）と、ペンシルベニア州アルトゥーナのジョン・R・パウリー（John R. Powley）（テキサス・ロングホーン・ブロードキャスティング・カンパニーがチャンネル67を探していた）が含まれていた。その後すぐに、オースティンのラジオ局・KVET (AM)（1300 AM）が15年間営業し、チャンネル24を探してUHF局が実行可能になる将来の日を見越して、1961年12月12日に提出された。コブとKVETの入札は、1962年に連邦通信委員会（FCC）によって公聴会に指定され、KVETは1963年3月13日に承認された。
KVETマネージャーのウィラード・ディーソンは、同局が「意図的な速度」で建設され、1965年初頭までに放送されると発表したが、オースティン市民はそれを見るのにしばらく待たなければならなかった。1965年、KVETはチャンネル24の建設許可が含まれているバトラー・ブロードキャスティングに売却された。バトラーは1966年2月または3月に開始日を発表し、その後1967年秋の開局が浮上した。
KVETは、1968年にラボックのKSEL-TVの所有者であるマカリスター・テレビジョン・エンタープライズ（McAlister Television Enterprises）に建設許可を44,000ドルで売却することを申請した。マカリスターは、元知事のアラン・シヴァースを含む他のいくつかの投資家に過半数の株式を売却し、その結果、譲受人としてチャンネル・トゥエンティ・フォー・コーポレーション（Channel Twenty-Four Corporation）が設立された。1970年6月にFCCが承認し、KVET-TVのコールサインがKVUEに変更され、当時オースティンのはるか北にあったショール・クリーク沿いの土地がスタジオに選ばれた。
ハリケーン・ファーンからの風が始動を遅らせた後、1971年9月12日に開局した。KVUEは、市場初のフルタイムのABC系列局であり、最終的に州都に三大ネットワーク全てからの完全な番組ラインナップを提供し、開局前は、以前のネットワーク番組はKTBC (TV)とKHFI-TVの営業時間外のクリアランスに制限されていた。

### 成長と所有権の変更
1978年、デトロイトニュースの発行者で、いくつかのテレビ局の所有者であるイブニングニュース・アソシエーション（Evening News Association、以下「ENA」）が買収し、市場で売却された最後のローカル所有のテレビ局となった。イブニングニュースの下で、1985年に開始された拡張で、スタジオ施設に13,000平方フィート（1,200平方メートル）を追加し、サイズを2倍にした。
ノーマン・リアとジェリー・ペレンチオによる敵対的買収の入札が拒否された後、ENAは自らを売りに出し、1985年にガネット・カンパニーに買収され、1986年初めに取引が完了した。
州内で最も重要なメディア資産の所有者の1人はベロ・コーポレーションだった。ヒューストンのKHOU、ダラスのWFAA、サンアントニオのKENSなど、州内の重要な都市の殆どでダラス・モーニングニュースとテレビ局を所有していた。しかし、特にTXCNの開局が間近に迫っていることを考えると、オースティンの資産がなく、切望されていた。1999年2月、ガネットはベロとの取引に合意し、後者はKVUEを受け取り、前者はカリフォルニア州サクラメントのKXTVを受け取り、5,500万ドルを受け取った。KVUEを追加することで、TXCNはテキサス州の4大都市からのニュースと情報を提供できるようになった。
2013年6月13日、ガネットはベロを15億ドルで買収すると発表した。売却は同年12月23日に完了した。
2015年6月29日、ガネット・カンパニーは2社に分割され、一方は印刷メディアに特化し、もう一方は放送・デジタルメディアに特化した。KVUEは、テグナという後者の会社によって保持されている。

## ニュース運用

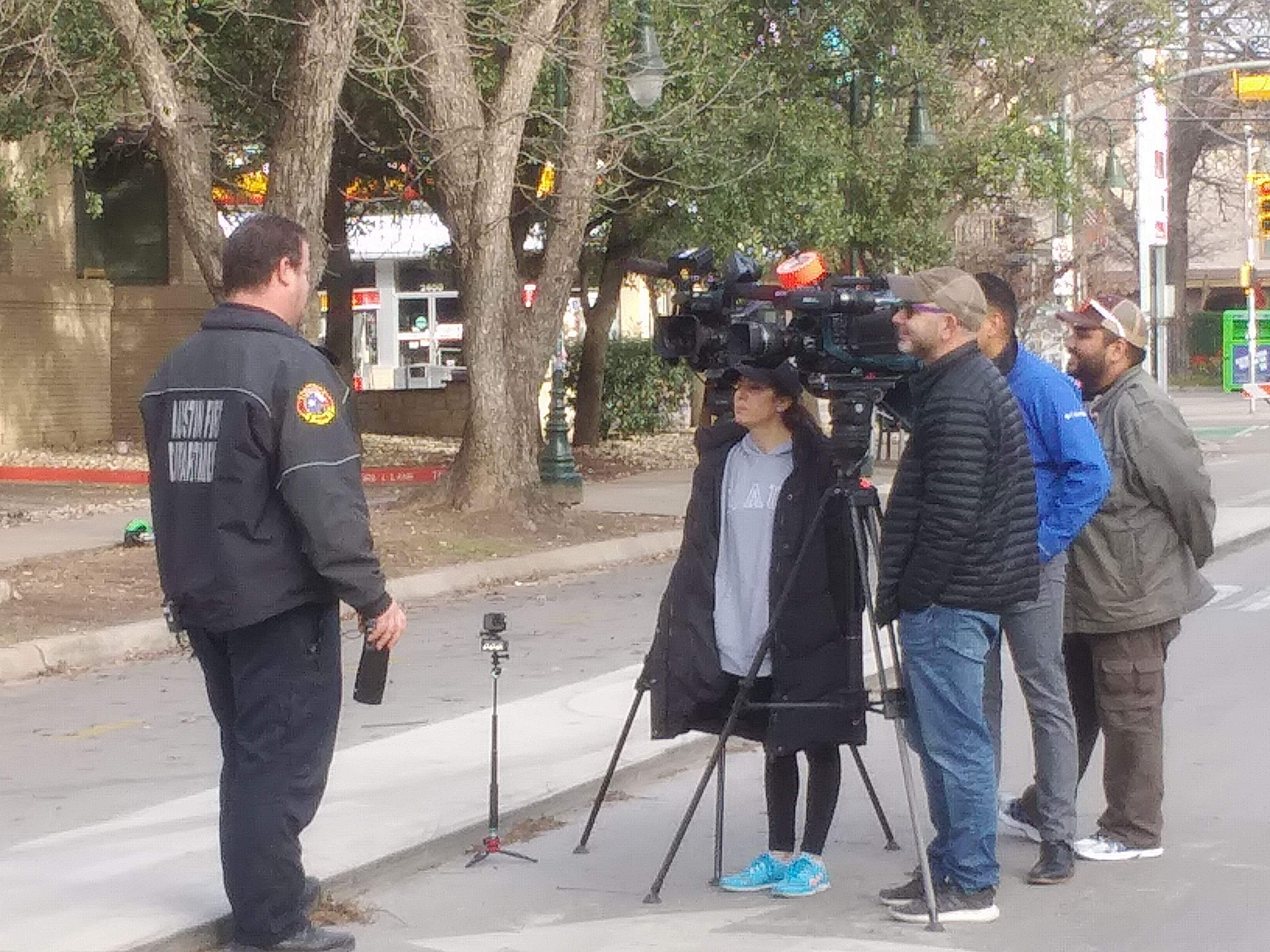
インタビューを行っているKVUEのリポーターとカメラマン

KVUEは、2つのUHF競合他社が開局された後も、KTBCが支配的だったローカルニュース競争で重大な挑戦をした最初のオースティン市場のテレビ局だった。1981年5月、KVUEの『Action News』は18:00と22:00にKTBCを打ち負かした。KVUEは次の数年間、堅実な首位を維持したが、残りの10年間の視聴率では、チャンネル7と24の間で激しい競争が発生し、KVUEとKTBCが異なる時期にリードした。1995年にCBSとFOXの提携が切り替わった後も、視聴率で優位を維持し続けたことにより、KXAN-TVは2位に急上昇し、KTBCにスライドした。
1989年から1998年に乳がんで亡くなるまでKVUEニュースルームを指揮したニュースディレクターのキャロル・ニーランド（Carole Kneeland）の下で、全国的な注目を集め、ABCの『ナイトライン』の特集にもなった犯罪報道の縮小を行い、すぐに全米の放送局で採用された政治広告のファクトチェックを導入した。しかし、ガネットの所有権の最後の年までに、KXAN-TVはKVUEに先んじて優位に立ち始め、チャンネル24の主要な競争相手としてKTBCに取って代わった。チャンネル24と36の間の競争は、それ以来、一般的にオースティンのテレビニュースを定義しており、2021年5月、KVUEは夕方と深夜のニュースでKXAN-TVに次ぐ2位となった。
2014年、メンタルヘルスケアへの取り組みにおけるテキサスの過小投資についてのドキュメンタリー「The Cost of Troubled Minds」で、オースティンのテレビ局で初めてピーボディ賞を受賞した。
2008年6月1日、ローカルニュース放送を高解像度で放送し始めた。この移行により、KVUEは、16:9ワイドスクリーン形式でHD気象グラフィックと放送フィールドリポートを実装した最初のオースティンエリアの放送局となった。

### スポンサーコンテンツの論争
2021年、KVUEは、「ヴィーナス・ベール（Venus Veil）」と呼ばれる、深夜の政治解説番組『ラスト・ウィーク・トゥナイト』の制作チームによって「発明された」偽の性的ウェルネス製品を宣伝するように騙され、KVUEなどの放送局がスポンサーシップについて前向きにならずに、スポンサーコンテンツを宣伝する方法を説明する方法で、同番組制作チームは、KVUEに2,650ドルを支払い、偽の製品とその「作成者」へのインタビューを取り上げた。

### 著名な元スタッフ
- アーセル・ネヴィル（英語版） - リポーター（後にCNN→FOXニュース、最近ではサンディエゴのKSWB-TV（英語版））
- フレッド・ロギン（英語版） - スポーツアンカー（現：ロサンゼルスのKNBC（英語版））
- ウォルト・マチボルスキー（英語版） - アンカー[24]
- ケイシー・ステガル（英語版） - アンカー/リポーター（2004年 - 2005年、現：FOXニュース・ロサンゼルス支局特派員）

## 技術情報

### サブチャンネル
デジタル信号は多重化されている。
| デジタルサブチャンネル | 解像度 | アスペクト比 | PSIPショートネーム | 番組編成                                |
| ---------------------- | ------ | ------------ | ------------------ | --------------------------------------- |
| 24.1                   | 1080i  | 16:9         | KVUE-DT            | メインKVUE番組編成/ABC                  |
| 24.2                   | 480i   | 16:9         | NVUE-TV            | エストレラTV                            |
| 24.3                   | 480i   | 16:9         | Crime              | トゥルー・クライム・ネットワーク        |
| 24.4                   | 480i   | 16:9         | Quest              | クエスト (アメリカのテレビネットワーク) |
| 24.5                   | 480i   | 16:9         | Circle             | サークル (テレビネットワーク)           |
| 24.6                   | 480i   | 16:9         | Twist              | ツイスト (テレビネットワーク)           |

### アナログ-デジタル変換
KVUEは、FCCが義務付けたフルパワー放送局用のデジタルテレビへの移行の一環として、2009年2月17日にアナログ信号をシャットダウンした（議会は前月に6月12日に移動した）。デジタル信号は、移行前のUHFチャンネル33に残り、プログラム及びシステム情報プロトコル（PSIP）を使用してKVUEの仮想チャンネルをデジタルテレビ受信機に24として表示した。